# うお座・くじら座超銀河団Complex
うお座・くじら座超銀河団Complex(Pisces-Cetus Supercluster Complex)は、超銀河団、銀河フィラメントの複合体で、おとめ座超銀河団を含む（おとめ座超銀河団の中には、銀河系を含む局所銀河群が含まれる）。
ハワイ大学の天文学者ブレント・タリーが1987年に発見した。

## 構造
うお座・くじら座超銀河団Complexは、長さ約10億光年、幅約1.5億光年と推定されている。当時発見されていた宇宙の大規模構造のうち最大のものの1つであったが、その後に長さ13.7億光年のスローン・グレートウォールが発見され、更に長さ40億光年のU1.27、長さ100億光年のヘルクレス座・かんむり座グレートウォールが発見された。
この複合体は、約60個の銀河団から構成され、合計の質量は、太陽質量の1018倍になると推定される。
発見者によると、この複合体は、5つのパーツに分けられる。
1. うお座・くじら座超銀河団
2. ペルセウス座・ペガスス座鎖（ペルセウス座・うお座超銀河団を含む）
3. ペルセウス座・うお座鎖
4. ちょうこくしつ座領域（ちょうこくしつ座超銀河団、ヘルクレス座超銀河団を含む）
5. おとめ座・うみへび座・ケンタウルス座超銀河団（おとめ座超銀河団、うみへび座・ケンタウルス座超銀河団を含む）

銀河系の含まれるおとめ座超銀河団の質量は約1015太陽質量で、うお座・くじら座超銀河団Complex全体の0.1%にしかならない。

## 地図

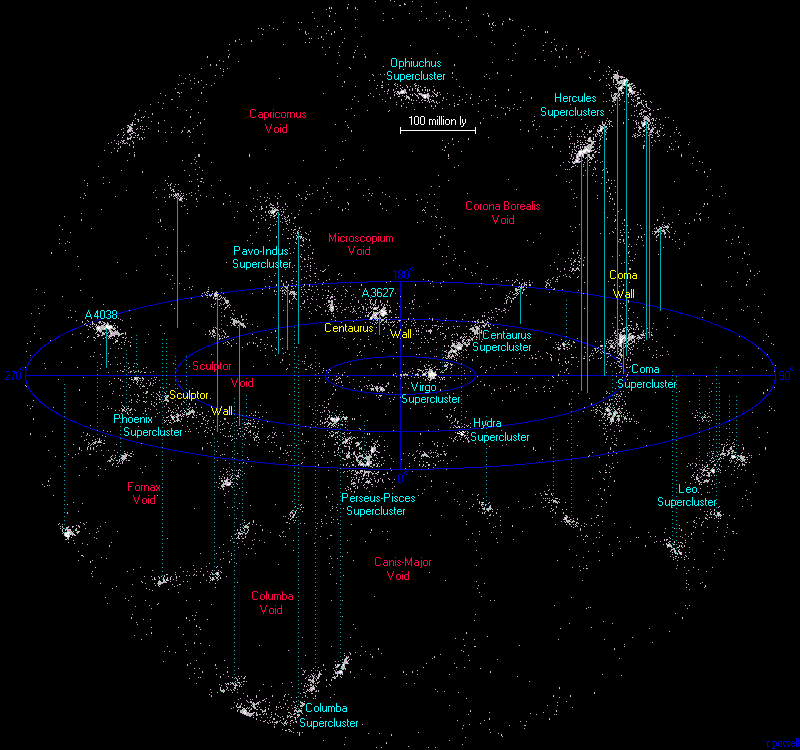